# Eveline Schroeter
Eveline Didier Schroeter é uma modelo brasileira que venceu os concursos de Miss Rio de Janeiro, representando a cidade de Macaé, e de Miss Brasil. Foi a primeira representante desse estado após a extinção da Guanabara, em 1975, a vencer o concurso nacional, realizado em 1980 na capital federal, Brasília (DF).

## Biografia
Antes de participar de concursos de beleza, Eveline Schroeter fez vários trabalhos como modelo, além de figuração no humorístico Os Trapalhões. Quando estudava Jornalismo nas Faculdades Integradas Hélio Alonso, foi convidada a participar do concurso de Miss Macaé, no qual seria classificada para os concursos nacional (Miss Brasil) e internacional (Miss Universo).
Em 7 de julho desse mesmo ano, disputou o Miss Universo em Seul, Coreia do Sul.
Após isso, enfrentou problemas com moderadores de apetite, e passou a viver em Santa Catarina.